# Schalschelet
| ֽ   | Silluq           |  | ֫ ֥  | Ole we-Jored        |
| ֑   | Etnachta         |  | ֗   | Rewia gadol         |
| ֝ ֗  | Rewia Mugrasch   |  | ֓ ׀ | Schalschelet gedola |
| ֮   | Zarqa (Trope)    |  | ֗   | Rewia qaton         |
| ֭   | Dechi            |  | ֡   | Pazer               |
| ֤ ׀ | Mahpach legarmeh |  | ֨ ׀ | Asla legarmeh       |

| ֣ | Munach        |  | ֥ | Mercha       |
| ֬ | Illuj         |  | ֖ | Tipcha       |
| ֢ | Atnach hafuch |  | ֤ | Mahpach      |
| ֨ | Qadma         |  | ֓ | Schalschelet |
| ֘ | Zinnorit      |  |  |              |

Schalschelet qetanna ◌֓ (hebräisch שַׁלְשֶׁלֶת קְּטַנָּה, deutsch ‚kleine Kette‘) ist eine Trope in der jüdischen Liturgie und zählt zu den biblischen Satz-, Betonungs- und Kantillationszeichen Teamim, die im Tanach erscheinen. Zunächst ist das Schalschelet nur ein Akzent-Zeichen. In Verbindung mit Paseq bildet es einen disjunktiven (trennenden) Akzent, der, wenn auch selten, auch im Prosa-System bekannt ist. Zur Unterscheidung wird dieser Akzent im poetischen System dann als Schalschelet gedola bezeichnet. Fehlt die Verbindung mit einem Paseq – und auch nur dann, so ist das Zeichen als konjunktiver (verbindender) Akzent zu lesen und wird als Schalschelet qetanna bezeichnet.

## Bezeichnungen
| Trope                                                                          |
| ------------------------------------------------------------------------------ |
| von altgriechisch τρόπος tropos über jiddisch טראָפּ trop dt.: Betonung, Melodie |

Die Bezeichnung als שַׁלְשֶׁלֶת, (deutsch ‚Kette‘) folgt der aschkenasischen, sephardischen und italienischen Tradition. Gesenius transliteriert mit Šalšèleth in seiner Grammatik auf eine ähnliche lateinische Weise, wie das auch auf der Tabula accentuum geschieht, die der Biblia Hebraica Stuttgartensia beigelegt ist.
Das hebräische Wort קְּטַנָּה qetanna, lateinisch parva bedeutet ‚klein‘.

## Schalschelet qetanna in den poetischen Büchern
| ספרי אמ"ת סִפְרֵי אֱמֶת                                                                            | ספרי אמ"ת סִפְרֵי אֱמֶת |
| --------------------------------------------------------------------------------------------- | ------------------ |
| Sifre Emet [siɸre ʔɛmɛt] deutsch ‚Bücher Emet‘, bzw. ‚Bücher der Wahrheit‘                    |                    |
| אִיוֹב                                                                                          | (Ijob)             |
| מִשְלֵי                                                                                          | (Sprichwörter)     |
| תְהִלִּים                                                                                         | (Psalmen)          |
| Anfangsbuchstaben der Bücher Ijob , Sprichwörter und Psalmen bilden zusammen das Merkwort אֱמֶת |                    |

Die beiden Formen Schalschelet gedola und Schalschelet qetanna zählen zu den Ta’amei Sifre Emet טַעֲמֵי סִפְרֵי אֱמֶ"ת. Schalschelet qetanna ist eine seltene konjunktive Trope, die ausschließlich in den poetischen Büchern vorkommt. Sie erscheint dort immer in einer Reihe von mehreren konjunktiven Zeichen.

### Vorkommen
Die Tabelle zeigt das Vorkommen der beiden Formen in den drei poetischen Büchern.
| Teil des Tanach | Schalschelet qetanna |
| --------------- | -------------------- |
| Psalmen         | 6                    |
| Sprüche         | 2                    |
| Gesamt          | 8                    |